# Marian Dudziak
Marian Andrzej Dudziak (né le 2 février 1941 à Wielichowo) est un athlète polonais spécialiste du 100 mètres et du 200 mètres. Licencié au Orkan Poznań puis au Olimpia Poznań, il mesure 1,81 m pour 81 kg.

## Carrière
Le 7 août 1965 à Varsovie, aux côtés de Andrzej Zielinski, Wiesław Maniak et Edward Romanowski, Marian Dudziak fait partie de l'équipe polonaise qui égale le record d'Europe du relais 4 × 100 mètres en 39 s 2 détenu par les Français Paul Genevay, Bernard Laidebeur, Jean-Louis Brugier et Jocelyn Delecour. Cette marque est battue d'un dixième le 7 juin 1967 à Paris par une équipe française différente de la première.

### Palmarès
| Date | Compétition                | Lieu      | Résultat | Épreuve              | Performance  |
| ---- | -------------------------- | --------- | -------- | -------------------- | ------------ |
| 1964 | Jeux olympiques d'été      | Tokyo     | 2e       | 4 × 100 m            | 39 s 3       |
| 1965 | Coupe d'Europe des nations | Stuttgart | 1er      | 100 mètres           | 10 s 3       |
| 1966 | Championnats d'Europe      | Budapest  | 2e       | 200 mètres           | 21 s 0       |
| 1968 | Jeux européens             | Madrid    | 2e       | Relais 1+2+3+4 tours | 3 min 54 s 6 |
| 1968 | Jeux olympiques d'été      | Mexico    | 8e       | 4 × 100 m            | 39 s 2       |
| 1971 | Championnats d'Europe      | Helsinki  | 2e       | 4 × 100 m            | 39 s 70      |

### Records
| Épreuve    | Performance | Lieu     | Date        |
| ---------- | ----------- | -------- | ----------- |
| 100 mètres | 10 s 2      | Kiev     | 8 août 1964 |
| 200 mètres | 20 s 7      | Varsovie | 8 août 1965 |